# Arbori
Arbori (en idioma corso Arburi) es una comuna francesa del departamento de Córcega del Sur, en la colectividad territorial de Córcega.

## Demografía
| abs. | 329 | 352 | 351 | 434 | 417 | 449 | 465 | 479 | 310 | 507 | 567 | 550 | 561 | 524 | 489 | 588 | 623 | 542 | 525 | 503 | 504 | 517 | 512 | 232 | 176 | 148 | 140 | 122 | 92 | 62 | 63 | 68 | 63 | 55 |
| Para los censos de 1962 a 1999 la población legal corresponde a la población sin duplicidades (Fuente: INSEE [Consultar]) |     |     |     |     |     |     |     |     |     |     |     |     |     |     |     |     |     |     |     |     |     |     |     |     |     |     |     |     |    |    |    |    |    |    |